# ジョン・ディキンソン (政治家)
ジョン・ディキンソン（John Dickinson, 1732年11月8日 - 1808年2月14日）は、アメリカ合衆国の弁護士、政治家。アメリカ独立戦争において大陸軍の指揮官を務め、大陸会議ではペンシルベニア邦とデラウェア邦の代表を務めた。また同時期にペンシルベニア邦とデラウェア邦の知事も務めた。ディキンソンは穏健派の指導者としてイギリス本国との和解を望み、独立宣言を時期尚早としたが、独立後はこれを認め、連合規約の起草などに尽くした。

## 生い立ちと家族
1732年11月8日、ディキンソンはメリーランド植民地のトラッペにおいて、タバコ農園を営む一家に生まれた。父親のサミュエル・ディキンソンは1654年にイングランドからバージニア植民地に移住してきたチャールズ・ディキンソンの曾孫であり、母親のメアリーはフィラデルフィアの裕福なクエーカーの商人の娘であった。ディキンソン一家は1740年にデラウェア植民地のケント郡に移り住んだ。
ディキンソンは家庭教師に勉強を教わり、1750年にフィラデルフィアのジョン・モランドの下で法律の勉強を始めた。ディキンソンは1753年に弁護士として認可を受け、ロンドンの法学院ミドル・テンプルでその後3年を過ごした。そして1757年、ディキンソンはフィラデルフィアで弁護士業を開業した。
1770年、ディキンソンはメアリー・ノリスと結婚した。メアリーはフィラデルフィアの裕福なクエーカーの娘であり、父親はペンシルベニア植民地議会の議長アイザック・ノリスであった。ディキンソンはメアリーとの間に、以下の子供をもうけた。
1. サラ・ノリス・ディキンソン (Sarah Norris Dickinson) - 1771年12月7日にペンシルベニア州フィラデルフィアのフェアヒルで誕生。
2. アイザック・ノリス・ディキンソン (Isaac Norris Dickinson) - 1773年に誕生。1777年7月に死去。
3. メアリー・ディキンソン (Mary Dickinson) - 1774年5月7日にペンシルベニア州フィラデルフィアのフェアヒルで誕生。1775年に死去。
4. ジョン・ディキンソン (John Dickinson) - 1776年に誕生。1777年に死去。
5. マリア・メアリー・ディキンソン (Maria Mary Dickinson) - 1783年11月6日にペンシルベニア州フィラデルフィア郡のシュートンで誕生。1808年4月28日にアルバヌス・チャールズ・ロガン (Albanus Charles Logan, 1783-1854) と結婚。1851年2月10日にデラウェア州ケント郡で死去。

## デラウェアとペンシルベニア
ディキンソンはデラウェアとペンシルベニアの両方に家を構え、裕福な生活を送った。デラウェアではケント郡ドーバー近郊のジョーンズ・ネックに「ポプラ・ホール」と呼ばれる家を建て、そこを青年時代の主たる生活拠点とした。政治に参加するようになってからは、1776年から1781年までをそこで過ごしたが、1781年8月に王党派による略奪を受けた。その後、家は修復されたが、1804年に火災で大部分が焼失した。この家は現在、デラウェア州によって管理されており、再建された家は一般開放されている。ディキンソンはペンシルベニア邦知事を務めた後、デラウェア州ウィルミントンへと戻り、1785年にマーケット通りの北西から8番目の角に邸宅を構えた。
ペンシルベニア州では、フィラデルフィアのフェアヒルにあった妻の家族の地所に、大邸宅を構えた。チェスナット通り沿いにあったその邸宅は、不在中の1776年に病院へと改装され、その後1777年10月のジャーマンタウンの戦いでイギリス軍によって全焼させられた。

## アメリカ革命

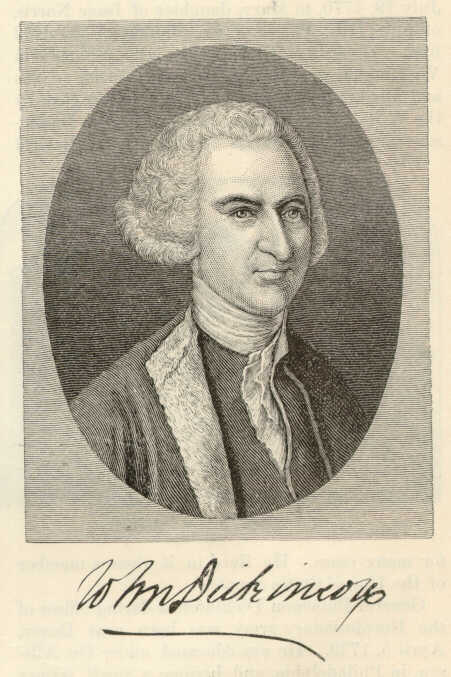
ジョン・ディキンソン

ペンシルベニアおよびデラウェアの地域はそれぞれ別々の植民地であったが、創設者ウィリアム・ペンは一括統治することを望んでいた。これらの植民地は同じ行政府を共有していたが、1704年に議会が完全に分離し、フィラデルフィアとニューキャッスルに分かれた。
18世紀中葉、デラウェアの政治は2つに分裂した。一方はケント郡およびサセックス郡の米国聖公会を基盤とする王党派、もう一方はニューキャッスル郡のアルスター・スコッツや長老派教会を基盤とする独立派であった。大部分は王党派であり、植民地議会でも多数派を占めており、イギリス政府との和解を支持していた。この中でディキンソンは王党派に近い考えを有し、特に植民地の所有権に関して強く懸念した。
ディキンソンは1759年および1760年の会期でデラウェア植民地議会のケント郡代表として選出され、1760年の議会では議長を務めた。
その後、ディキンソンはペンシルベニア植民地議会の代表としても選任され、1762年および1764年の会期を務めた。1765年にニューヨーク市で印紙法会議が開催されることが決まったときには、ペンシルベニア植民地議会はジョン・モートンおよびジョージ・ブライアンとともにディキンソンを代表として派遣することを決定した。ディキンソンは印紙法会議で採択されたイギリスへの印紙法反対決議の大部分をまとめた。
印紙法会議へ参加中、ディキンソンはペンシルベニアにおいて「ハーフ・アンド・ハーフ・ホイッグス」と呼ばれる党派を主導した。ディキンソンらはイギリスが新たに打ち出した課税政策に対してペンシルベニア植民地で最初に反対の声をあげた。そして他の植民地議会にいたディキンソンの穏健派の友人らもそれに続いた。だが1767年に北米植民地の輸入品への課税を定めたタウンゼンド諸法がイギリス議会を通過すると、ディキンソンはこれに猛反発し、『ペンシルベニアの一農夫からの手紙』として発表した。この手紙集はタウンゼンド諸法をイギリス法の原理から批判したものであり、「一農夫より」という結びで書かれていた。また、この手紙の中で言及される農場は実際にディキンソンがデラウェア州ケント郡に所有していたものであった。ディキンソンは「我々は、刀を鞘の中に入れているように、将来使うためにとってある法令をもっている」と述べ、全植民地的な抗議運動へと発展させた。これによりディキンソンの名は内外に高まり、「革命の文士」と称されるようになった。

## 大陸会議

独立宣言の草案発表を描いたジョン・トランブル画『独立宣言』。

1774年の第1次大陸会議および1775年の第2次大陸会議において、ディキンソンはペンシルベニア邦代表の1人であった。ディキンソンはイギリスとの和解を望み、いくつもの宣言案や決議案を起草した。特に有名なものは、トマス・ジェファーソンとともに起草した『武力行使の大義と必要性に関する宣言』であり、「（我々アメリカ人は）奴隷として生きるよりも、自由民として死ぬことを決意した」という結びは、植民地からの独立に大きな影響を与えた。その一方で、あくまで圧政の撤廃のみを要求しイギリスからの分離独立を望まぬ声が高かったことから、ディキンソンは国王への忠誠の表明と和解を求める『オリーブの枝請願』も起草した。そして大陸会議での採択後にイギリス本国に使者を送り、国王ジョージ3世に直訴を試みた。だがジョージ3世は使者との面会を拒否し、「植民地は反乱状態にある」との布告を発した。
1775年末にイギリス議会が植民地の武力鎮圧を宣言すると、大陸会議は全面戦争の方針を固め、アメリカ独立宣言の採択へと動き出した。ディキンソンは大陸会議での論争を敬遠し、議場の後方に退いて独立宣言の決議投票を棄権した。ディキンソンは「諸邦は安定した政府を確立しておらず、外国援助も取り付けてはいなかった。そして正常に機能する連合も結成されていなかった」と理由を述べ、投票を拒否したことの意味について理解を求めた。
独立宣言採択後、ディキンソンはペンシルベニア市民軍で准将となった。ディキンソンは約1万人の民兵を率いてニュージャージー邦のエリザベスに陣を敷き、スタテン島からのイギリス軍の攻撃に備えた。だがイギリス軍はまったく別の方向から攻撃してきた。ディキンソンは独立に対してあまり積極的な立場をとってこなかったことから、ペンシルベニア邦議会はディキンソンを大陸会議の代表から更迭した。ディキンソンは1776年12月に市民軍を離れ、デラウェア邦ケント郡の自宅「ポプラ・ホール」へと戻った。それから間もなく、フィラデルフィアでディキンソンが暮らしていた自宅が没収され、病院へと改装された。だがこのような逆風の中でも、ディキンソンは自身の感情に常に正直に動き続けることを主張した。

## デラウェアでの政治

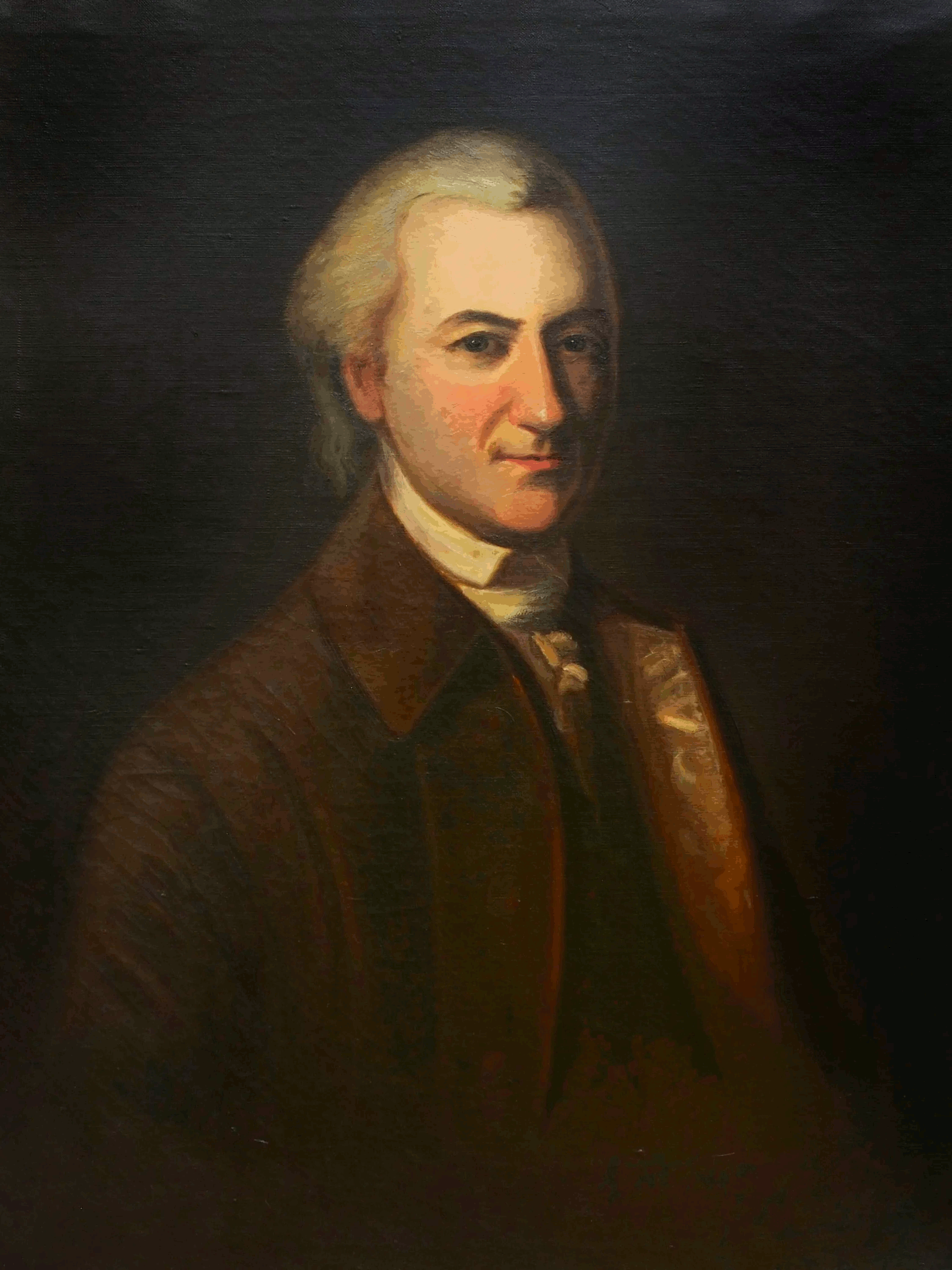
デラウェア邦知事時代のディキンソン

ディキンソンは2年以上にわたる年月をデラウェアの「ポプラ・ホール」で過ごした。デラウェア邦議会は、1777年にディキンソンをデラウェア邦代表として大陸会議に派遣することを決めた。しかしながらディキンソンはこの要請を拒否した。同年8月、ディキンソンはケント郡の市民軍に参加し、デラウェア邦ミドルタウンにおいてシーザー・ロドニーの下についた。ディキンソンはイギリスのウィリアム・ハウのフィラデルフィア進軍に対抗し、間もなくディキンソンの友人のトマス・マッキーンがディキンソンをデラウェア市民軍の准将として任命した。だがディキンソンはこの任命を辞退した。この直後、ディキンソンはジャーマンタウンの戦いによりフェアヒルが全焼したことを知らされた。
1777年、ディキンソンはデラウェア最大の農場を所持しており、最大の奴隷所有者でもあったが、デラウェアに所有する奴隷をすべて解放することを決めた。これによりケント郡には大規模な奴隷農園がなくなり、わずか37人の奴隷を所有するだけになった。この行動は相当な勇気が必要であり、奴隷廃止論者のクエーカーにとって大きな追い風となった。またディキンソンの農場では小麦や大麦など、タバコよりも生産労力を必要としないものが多く作られていたため、大きな困難は伴わなかった。
その後、1779年1月18日にディキンソンはデラウェア邦から大陸会議の代表として指名を受けた。ディキンソンは大陸会議に参加し、連合規約への署名を行った。この連合規約には、1776年にペンシルベニア代表として大陸会議に参加していたときに、最初の草案の起草に関与していた。1781年8月、デラウェアの「ポプラ・ホール」が王党派の略奪に遭い、大規模な損傷を受けた。ディキンソンは損害を調査するためにデラウェアへと戻り、そこに数ヶ月間留まった。
1781年10月、ディキンソンはデラウェア邦上院に、ケント郡の代表として選任された。そしてその直後、デラウェア邦議会はディキンソンをデラウェア邦知事として選出した。議会の投票はほとんど合意によるものであり、唯一の反対票はディキンソン自身によって投じられたものであった。ディキンソンは11月13日にデラウェア邦知事に就任し、1782年11月7日までその任を務めた。ディキンソンは邦知事として、連合会議に関する財政問題の健全化を働きかけた。また国勢調査の導入や、州市民軍の再編も図った。
1782年11月7日、ディキンソンは選挙によりペンシルベニア邦知事として選出されたと発表した。しかしながらデラウェア邦知事の実質的な辞任はせず、これに対しフィラデルフィア新聞が非難した。ディキンソンの合法的な後任であるジョン・クックは新たな選挙を要求した。そして後任が決まると、ディキンソンは正式に邦知事を辞任した。

## ペンシルベニアでの政治
ディキンソンは1782年11月7日から1785年10月18日までペンシルベニア邦知事を務めた。この間、ディキンソンはペンシルベニア邦カーライルにあるディッキンソン大学に対して約2平方キロメートルの土地を寄贈した。

## アメリカ合衆国憲法

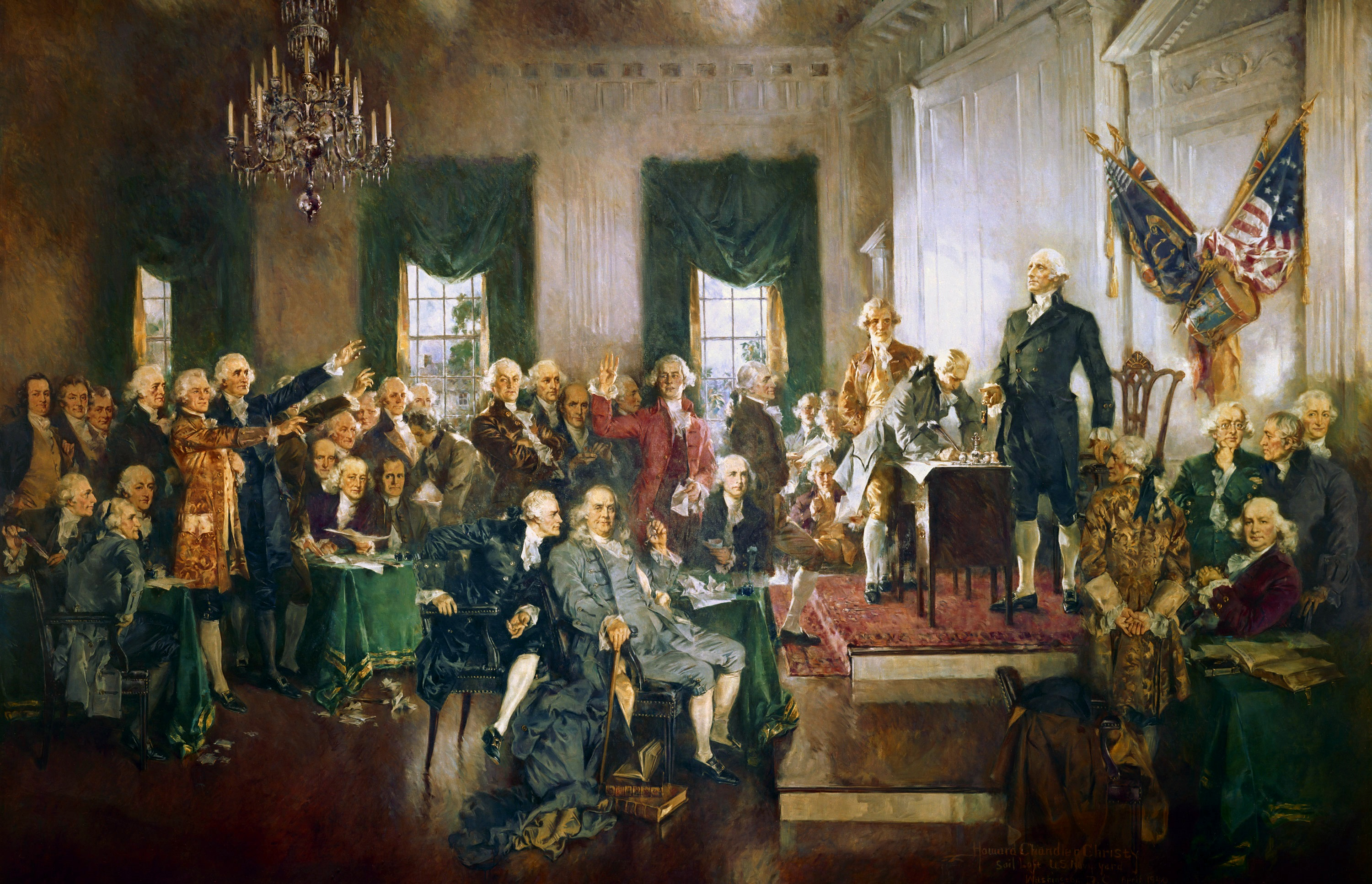
合衆国憲法への署名

ペンシルベニア邦知事を退任後、ディキンソンはデラウェアへと戻り、ウィルミントンでの生活を始めた。ディキンソンは間もなく1786年のアナポリス会議の代表として指名を受けた。ディキンソンはアナポリス会議において議長を務め、通商問題に関する討議を行った。1787年にはジョージ・リード、ガニング・ベドフォード、リチャード・バセット、ジェイコブ・ブルームとともに憲法制定会議のデラウェア邦代表として選出され、フィラデルフィアに派遣された。憲法制定会議においてディキンソンは強力な中央政府の設立を要求した。ディキンソンはコネティカットの和約についてのみ妥協し、州の大小とは無関係に各州2名の上院議員を選出することを保証した。憲法制定会議の後、ディキンソンは採択された憲法に関する9編の随想録を、「ファビウス」というペンネームで記した。
その後、ディキンソンは1792年に再びデラウェア州上院議員として復帰したが、健康的理由により1年で辞任した。1793年、ディキンソンは奴隷廃止運動を推進し、「不幸の軽減」のため相当量の私財を寄贈した。1801年には自身の政治活動についてを2巻にまとめて出版した。

## 死とその後
1808年2月14日、ディキンソンはデラウェア州ウィルミントンにおいて死去した。ディキンソンの遺体はウィルミントン市内のフレンズ墓地に埋葬された。
デラウェアとペンシルベニアの両方の知事を務めたのは、ディキンソンとトマス・マッキーンの2人だけである。

## 公職
ディキンソンの公職は次の通り。
| 役職                     | 区分         | 場所             | 選出   | 着任           | 離任           | 備考           |
| ------------------------ | ------------ | ---------------- | ------ | -------------- | -------------- | -------------- |
| デラウェア植民地議会     | 立法府       | ニューキャッスル | 1759年 | 1759年10月20日 | 1760年10月20日 | デラウェア     |
| デラウェア植民地議会     | 立法府       | ニューキャッスル | 1760年 | 1760年10月20日 | 1761年10月20日 | デラウェア     |
| ペンシルベニア植民地議会 | 立法府       | フィラデルフィア | 1762年 | 1762年10月     | 1763年10月     | ペンシルベニア |
| ペンシルベニア植民地議会 | 立法府       | フィラデルフィア | 1763年 | 1763年10月     | 1764年10月     | ペンシルベニア |
| 印紙法会議               | 立法府       | ニューヨーク     |        | 1765年10月7日  | 1764年10月19日 | ペンシルベニア |
| 大陸会議                 | 立法府       | フィラデルフィア |        | 1774年8月2日   | 1774年10月26日 | ペンシルベニア |
| 大陸会議                 | 立法府       | フィラデルフィア |        | 1775年3月16日  | 1775年10月21日 | ペンシルベニア |
| 大陸会議                 | 立法府       | フィラデルフィア |        | 1775年10月21日 | 1776年11月7日  | ペンシルベニア |
| 大陸会議                 | 立法府       | フィラデルフィア |        | 1779年1月18日  | 1779年12月22日 | デラウェア     |
| 大陸会議                 | 立法府       | フィラデルフィア |        | 1779年12月22日 | 1781年2月10日  | デラウェア     |
| デラウェア邦上院         | 立法府       | ドーバー         | 1781年 | 1781年10月20日 | 1781年12月13日 | デラウェア     |
| デラウェア邦知事         | 行政府       | ドーバー         |        | 1781年11月13日 | 1782年11月7日  | デラウェア     |
| ペンシルベニア邦知事     | 行政府       | フィラデルフィア |        | 1782年11月7日  | 1785年10月18日 | ペンシルベニア |
| 合衆国憲法制定会議       | 憲法制定会議 | フィラデルフィア |        | 1787年5月14日  | 1787年9月17日  | デラウェア     |
| デラウェア州憲法制定会議 | 憲法制定会議 | ドーバー         | 1791年 | 1792年11月     | 1792年6月12日  | デラウェア     |
| デラウェア州上院         | 立法府       | ドーバー         | 1792年 | 1793年1月6日   | 1794年1月6日   | デラウェア     |